# Diphysa
Genre
Diphysa est un genre de plantes à fleurs dicotylédones de la famille des Fabaceae, sous-famille des Faboideae, originaire d'Amérique du Nord, d'Amérique centrale et d'Amérique du Sud, qui comprend une vingtaine d'espèces acceptées.

## Liste d'espèces
Selon The Plant List (7 novembre 2018) :
- Diphysa americana (Mill.) M.Sousa
- Diphysa carthagenensis Jacq.
- Diphysa floribunda Peyr.
- Diphysa humilis Oerst.
- Diphysa macrocarpa Standl.
- Diphysa macrophylla Lundell
- Diphysa microphylla Rydb.
- Diphysa minutifolia Rose
- Diphysa occidentalis Rose
- Diphysa ormocarpoides (Rudd) M. Sousa & R. Antonio
- Diphysa paucifoliolata R. Antonio & M. Sousa
- Diphysa puberulenta Rydb.
- Diphysa punctata Rydb.
- Diphysa racemosa Rose
- Diphysa sennoides Benth. & Oerst.
- Diphysa spinosa Rydb.
- Diphysa suberosa S.Watson
- Diphysa thurberi (A.Gray) Rydb.
- Diphysa vesicaria M.E.Jones
- Diphysa villosa Rydb.
- Diphysa yucatanensis A.M. Hanan & M. Sousa